# 向羽黒山城
向羽黒山城（むかいはぐろやまじょう）は、陸奥国（福島県大沼郡会津美里町）にあった日本の城（日本最大級の山城）。城跡は国の史跡に指定されている。

## 概要
白鳳三山の最高峰・岩崎山は向羽黒山とも称し、そこに蘆名盛氏が永禄11年（1568年）に山城を築いた。城の規模は、東西1.4キロメートルで南北1.5キロメートル、面積は50ヘクタール。東を流れる阿賀川や東部分の崖などの天然の要害に加えて土塁や堀などの防御施設がいたるところに造営されている。
岩崎山山頂の本丸（実城）跡を中心に現在公園となっている二の丸跡、三の丸跡、伝盛氏屋敷跡などの郭をはじめ、竪堀や空堀、虎口、石塁の跡などの戦国山城の名残が城跡内各所に残されている。城の東側直下を阿賀川が流れており、さらには会津盆地一円を望むことができる。

## 歴史
永禄4年（1561年）に蘆名盛氏によって築城が開始。
永禄11年（1568年）に完成し、隠居していた盛氏は死ぬまでここに住んで蘆名氏の政務を見た。
天正17年（1589年）、蘆名氏は摺上原の戦いで伊達政宗に敗れて滅亡するも城は存続し、会津領主となった政宗や蒲生氏郷、上杉景勝も詰の城として使用していた。上杉氏は慶長3年（1598年）から翌年にかけて籠城戦用に、朝鮮半島の熊川倭城を参考に改修。
慶長6年（1601年）、関ヶ原の戦いで上杉氏の従う西軍は敗北し、上杉氏も所領を転封されることに伴い、廃城となった。
平成13年（2001年）、国の史跡に指定された。
平成29年（2017年）4月6日、続日本100名城（111番）に選定された。